# Důl Bresson
Důl Bresson, také No. IV, byl černouhelný hlubinný důl v katastrálním území Kladno v kladensko-rakovnické uhelné pánvi. Důl byl vybudován Společností státní dráhy a byl provozován v letech 1871–1901.

## Historie
Hloubení jámy bylo zahájeno v roce 1868 v severozápadní části Kladna. Těžba byla zahájena v roce 1871. Důl byl pojmenován podle Karla Bressona, ředitele Společnosti státní dráhy. Těžba byla ukončena v roce 1901 a v roce 1905 byla jáma zasypána. Povrchové objekty byly v roce 1929 částečně zbourané a strojovna přestavěna na obytný dům. Okolí těžní jámy bylo kvůli poddolování nestabilní takže v roce 1981 byly zbývající objekty zbořeny. V roce 1998 provedeno konečné zabezpečení betonovým povalem.

## Provozy dolu Bresson

### Těžní budova
Uspořádání dolu odpovídalo centrálnímu typu těžní budovy s dominantní zděnou těžní věží na půdorysu písmene T. Na těžní třípatrovou budovu navazovala strojovna, kotelna a komín. Na boční strany těžní budovy navazovala nižší dvoupatrová křídla se sedlovými střechami. Pro doly Bresson, Průhon a Barré byl charakteristickým znakem příslušnosti ke Společnosti státní dráhy motiv tabulového ukončení štítů a jednotné průčelí. Stejně jako u výše uvedených staveb byla těžní budova členěna obíhajícími patrovými římsami. Průčelí křídel měly dvě osy oken s půlkruhovým zakončením. Těžní budova byla členěna třemi okenními osami. Ve zděné těžní budově byla vestavěna těžní věž z hraněného dříví o výšce 13,27 m ke středu lanovnic. Těžní klece byly dvouetážové s jedním vozíkem na etáži.
Parní těžní stroj vyrobený firmou Breitfeld & Daněk v roce 1869 byl ležatý se dvěma válci stejného provedení jako na dole Kübeck. Průměr válců byl 500 mm, zdvih 2000 mm, kulisový rozvod systému Goosch. Ploché lano bylo ukládáno na bobiny o průměru 3,15 m, nejmenší průměr byl 3,3 m a největší 4,13 m, průměrná rychlost lana byla 6,5 m/s. V roce 1890 obě bobiny obdržely železnou výstroj.

### Těžní jáma
Jáma byla hloubena v profilu 3,315 × 6,833 m a měla dřevěnou výstroj. V hloubce 299,57 m byla nafárána hlavní kladenská sloj o mocnosti 8,85 m. V hloubce 291,46 m bylo zřízeno oboustranné náraziště s dřevěnou výztuží a v hloubce 332,76 m bylo zřízeno druhé klenuté s cihelnou vyzdívkou. Konečná hloubka jámy byla 337,5 m. Důl Bresson byl před rokem 1900 jednokolejovým překopem spojen s dolem Engerth. Na dole Bresson byly časté požáry a těžba proto byla omezována. K dotěžení zbytkových zásob uhlí po ukončení provozu dolu bylo prováděno z dolu Engerth (1901–1905). Pro odvoz uhlí byla postavena lanovka s horním lanem uloženým na ocelových otáčecích hvězdicích a vozíky byly po kolejích dopravovány na druhé patro dolu Engerth.

### Čerpání vody
Přítok důlních vod zvládalo vodotěžní zařízení poháněno parním strojem systému Cronwall, který uváděl v činnost čtyři pumpová složení. Pro nízký přítok vody bylo celé strojní zařízení v roce 1882 demontováno a přesunuto na důl v Szekulu (Banát). Důlní vody byly odváděny vodním překopem na důl Engerth.

### Větrání
Do roku 1879 bylo větrání zabezpečováno dolem Engerth. Po roce 1879 byl instalován exhaustor typu Körting s 6,42 m vysokým komínem o průměru 1,185 m v horní části. V roce 1884 byl instalován větrník systému Quiball, ktrý byl nahrazen v roce 1903 větrníkem systému Schielle s elektrickým pohonem.

### Kotelna
Výrobu páry zabezpečovalo osm válcových kotlů s etážovými rošty typu Bolzano. Odvod spalin zabezpečoval zděný komín, který byl vysoký 41,7 m.

### Třídírna
Po roce 1885 byla v provozu suchá třídírna, pak byla firmou Schuchtermann & Kramer z Dortmundu postavena nová s parním pohonem. Parní stroj firmy Breitfeld & Daněk z Prahy měl ležatý parní válec a pomocí řemenice poháněl transmisi třídičky. Vytěžené kusové uhlí ve vozících bylo z mechanického otáčecího vyklopníku sypáno na pevné síto s otvory 45 × 45 mm a dále na síta s otvory 25 × 25 a 15 × 15 mm. Propadlé uhlí byla korečkem vynášena na dvě drátěná síta s oky 10 × 10 a 6 × 6 mm. Uhlí ze sít (nadsítné, nepropadlé) pokračovalo na síta s oky 120 × 120 a 65 × 65 mm. Propadlé uhlí bylo drceno v jehlovém drtiči a vedeno na začátek třídění.
Po roce 1902 bylo vytěžené uhlí dopravováno na třídírnu dolu Enghert lanovou kolejovou dráhou. Měla délku asi 950 m, byla tříkolejná s výhybkou uprostřed. Taženo bylo dvacet vozíků seřazených do vlaku v obou směrech lanem, které se pohybovalo na válečcích mezi kolejemi upevněnými na dřevěných pražcích. Jízda vlaku z dolu Bresson a zpět trvala 11 minut.

## Ostatní
Důl byl v roce 1872 napojen železniční vlečkou 0,4 km dlouhou do stanice Nové Kladno. Železnice zanikla v roce 1905.
Pro horníky byla u dolu postavena hornická kolonie, z níž se dochoval obytný dům u křižovatky ulic Klikorova a Šachetní. Fasády byly zdobené lizénami, cihelnými pásy a čtvercovými okny. Toto zdobení bylo z fasád při opravách odstraněno. K domům patřily úzké zahrádky se zděným chlívkem a kůlnou, které se nacházely severozápadně od domů.